# YouGov
YouGov ist ein börsennotiertes britisches Markt- und Meinungsforschungsinstitut, das international tätig ist.

## Geschichte
Im Mai 2000 gründeten Stephan Shakespeare und Nadhim Zahawi, der seit 2010 Mitglied des House of Commons für die Conservative Party ist, YouGov mit Sitz in London. Das Unternehmen ist seit 2005 am Alternative Investment Market der Londoner Börse notiert.
Indem YouGov in Großbritannien zwischen 2000 und 2007 die Ergebnisse fünf bedeutender Wahlen mit einer Genauigkeit von einem Prozent vorherzusagen vermochte, erwarb es sich den Ruf, die genauesten Prognosen aller britischen Meinungsforschungsinstitute zu machen. In der Folge erregte das Unternehmen jedoch durch falsch liegende Prognosen zu vielbeachteten Abstimmungen wie dem Referendum über die Unabhängigkeit Schottlands 2014, der britischen Unterhauswahl 2015 und dem Brexit-Referendum Aufmerksamkeit. In der Presse wurden als Grund dafür bestimmte methodische Nachteile der Online-Umfrage vermutet. In den folgenden Jahren hat YouGov bei seiner politischen Meinungs- und Wahlforschung eine Technik angewendet, die als Multi-Level-Regression mit Poststratifikation (MRP) bekannt ist. Auf diese Weise hat das Unternehmen das Ergebnis der britischen Parlamentswahlen 2017 genau vorhergesagt.
Während der Corona-Pandemie befragte das Unternehmen Menschen in 26 Ländern, um die Meinung der Bevölkerung zu den Auswirkungen der Pandemie und zu den von der Regierung erlassenen Maßnahmen zur Pandemie-Bekämpfung zu eruieren.
Im Januar 2023 geriet das Unternehmen in die Schlagzeilen, nachdem eine Untersuchung zu den Steuervergehen von Nadhim Zahawi eingeleitet wurde.
Ab August 2023 war Steve Hatch Chief Executive Officer des Unternehmens. Hatch löste den YouGov-Mitbegründer Stephan Shakespeare ab. Im Februar 2025 wurde Hatch jedoch entlassen und Stephan Shakespeare übernahm erneut die Position des Geschäftsführers.
Im Juli 2023 wurde bekannt, dass das Unternehmen beabsichtigte, das Nürnberger GfK-Consumer-Panel für 325 Millionen Euro zu kaufen. Das GfK Consumer-Panel umfasst über 100.000 Haushalte mit Panels in 16 europäischen Ländern. Im Januar 2024 vollzog YouGov die Übernahme. Sie war die größte in der Geschichte von YouGov. Das Unternehmen tätigte international weitere Akquisitionen.

## Unternehmen
Die größten Aktionäre sind die Investmentgesellschaften Abrdn, Liontrust Asset Management, BlackRock, Octopus Investments, T Rowe Price Global Investments und Brown Capital Management. Die in Gibraltar registrierte Firma Balshore Investments, ein Treuhandfonds der Familie Zahawi, hielt 42,5 % der Aktien, die 2018 für geschätzte 27 Millionen Pfund verkauft wurden.

### Tochterunternehmen
- YouGov Deutschland GmbH mit Sitz in Köln
- YouGov Schweiz ehemals LINK Marketing Services AG mit Sitz in Luzern[21]
- YouGov France mit Sitz in Paris
- YouGov America INC in U.S.A
- YouGov Spain mit Sitz in Madrid und Barcelona

### YouGov im deutschsprachigen Raum
Ihren Sitz hat die deutsche Tochtergesellschaft YouGov Deutschland GmbH in der Kölner Altstadt. Neben Brandtracking und Zielgruppensegmentierungen bietet das Unternehmen auch Wahlforschung sowie Omnibus-Umfragen auf bevölkerungsrepräsentativer Ebene oder unter spezifischen Zielgruppen an.
Im Dezember 2021 wurde bekannt, dass YouGov das Schweizer Markt- und Sozialforschungsunternehmen LINK Marketing Services AG mit Sitz in Zürich und Luzern übernimmt. Das Unternehmen firmiert seit März 2024 unter YouGov Schweiz.

## Dienstleistungen
YouGov ist ein internationales Marktforschungs- und Datenanalyseunternehmen. Das Unternehmen arbeitet hauptsächlich mit Online-Panel-Umfragen, bei denen die Teilnehmer Incentives in Form von Geldauszahlungen oder Gutscheinen erhalten. Die Daten aus den Befragungen werden per Gewichtung an die Bevölkerungsstruktur angepasst. YouGov zieht für seine Umfragen Stichproben aus einem Panel von über 24 Millionen Menschen weltweit. Das Unternehmen führt auch Social-Media-Analysen mittels TellYouGov und Signal durch. YouGov hat Niederlassungen in 22 Ländern.